# Eric Abbott
Eric Oscar Abbott (auch:  Eric O. Abbott und Dr. Eric Abbott; * 4. August 1929 in St. John’s, Neufundland, Kanada; † 9. Februar 1988 in St. John’s) war ein kanadischer Musikpädagoge, Kapellmeister, Pianist, Organist, Kornettist, Komponist und Arrangeur.

## Leben
Eric Oscar Abbotts Vater war Major Robert Abbott. Eric studierte Musik am Prince of Wales College in St. John’s bei Douglas Osmond. 1952 erwarb er den Titel Bachelor of Music und 1956 den Titel Master of Music an der Acadia University. Den Doktorgrad im Fach Music Education erwarb er 1969 an der Boston University. Zu Eric Abbotts Lehrern zählten Edwin Collins (* 1893), Janis Kalejs (1912–1973), Hugo Norden (1912–1973) und Gardner Read. Seine Doktorarbeit schrieb er über The evolution of the Canadian festival movement as an instrument of music education. 1948 begann er in diversen Schulen in St. John’s Musik zu unterrichten. Ab 1968 leitete er die Band der Avalon Consolidated School Board. Seit 1949 wurden im Rundfunk mehrere Konzerte mit Abbott als Pianisten, Organisten und Kornettisten übertragen. Er arrangierte Chorwerke und war Musikdirektor bei CJON-Radio und CJOX-TV. Er leitete Salvation-Army-Bands in St. John’s und Massachusetts und wurde 1968 Leiter der Booth Memorial Brass Band. Er war aktiv beim Salvation Army Training College, beim Elim Pentecostal Tabernacle und der Salvation Army Cadet's Band. Nachdem er an Morbus Meniére erkrankt war, musste er 1983 seine hauptberufliche Tätigkeit als Musiklehrer aufgeben. Weiterhin gab er privaten Musikunterricht und leitete die Silver Chords, einen Seniorenchor.

## Werke (Auswahl)
- Exalt the Lord,  publiziert bei Boston Music, 1962
- Alleluia, publiziert bei Boston Music, 1964
- Invitation, Marsch, publiziert von der Salvation Army, 1963
- St John's Citadel, publiziert von der Salvation Army, 1977
- Supplication für Solokornett und Brassband, publiziert vom Eastern Territory Music Bureau, 1977
- 3 Overtures für Orchester
- 2 Doppelfugen für Solovioline und Streicher
- Sonatine für Violine und Klavier
- Anthems

## Einspielungen
- Songs of the Anchor Watch, Russell Clark (Gitarre),  Eric O. Abbott (Orgel), Leonard Meehan (Tenor), Banff Records, 1962